# Dongfeng Shine Max
Dongfeng Shine Max (на внешнем рынке Aeolus Yixuan Max) — среднеразмерный седан, выпускаемый компанией DongFeng с 2021 года. В Россию поставляется с 2023 года вместо Volkswagen Passat, Kia K5 и Toyota Camry. Конкурентами являются Chery Arrizo 8, Bestune B70, Omoda S5 и Changan UNI-V.

## Описание
Aeolus Yixuan Max (внутреннее обозначение G35) впервые был представлен в 2021 году на автосалоне в Шанхае. С 2023 года автомобиль поставляется в Россию под названием Dongfeng Shine Max наряду с Dongfeng 580 и DongFeng Captain-T в комплектации Luxury. Осенью 2023 года автомобиль прошёл рестайлинг.

## Технические характеристики
Dongfeng Shine Max базируется на платформе DSMA (Dongfeng Superior Modular Architecture). Впереди установлена подвеска Макферсон, а сзади — многорычажная подвеска.
Автомобиль оснащается 1,5-литровым бензиновым двигателем Dongfeng C15TDR мощностью 190 л. с. и крутящим моментом 320 Н⋅м, который сочетается в паре с семиступенчатой трансмиссией с двойным сцеплением Getrag 7DCT300.
| Тип модели | Двигатель              | Мощность                                                                                                  | Крутящий момент                        | Расход топлива |
| ---------- | ---------------------- | --- | -------------------------------------- | -------------- |
| ДВС        | DFMC15TP1              | 140 кВт (190 л. с.) при 5200 об/мин                                                                       | 300 Н⋅м при 2000—4000 об/мин           | 6,2 л/100 км   |
| Гибрид     | DFMC15TE1+ HD120 motor | ДВС: 120 кВт (163 л. с.) при 5200 об/мин Электродвигатель: 130 кВт (177 л. с.) Всего: 151 кВт (205 л. с.) | 230 Н⋅м при 1500—4500 об/мин + 300 Н⋅м | 4,3 л/100 км   |

## Yixuan Max EV
Aeolus Yixuan Max EV является электромобилем на базе Aeolus Yixuan Max. Оснащён электродвигателем мощностью 167 л. с. с запасом хода 400 км.